# Desmopachria geijskesi
Desmopachria geijskesi är en skalbaggsart som beskrevs av Young 1990. Desmopachria geijskesi ingår i släktet Desmopachria och familjen dykare. Inga underarter finns listade i Catalogue of Life.